# Eurycea junaluska
Espèce
Statut de conservation UICN

 VU D1 : Vulnérable
Eurycea junaluska est une espèce d'urodèles de la famille des Plethodontidae.

## Répartition
Cette espèce est endémique de l'Est des États-Unis. Elle se rencontre dans les monts Unicoi, Snowbird, Cheoah et Great Smoky :
- dans le sud-ouest de la Caroline du Nord ;
- dans le sud-est du Tennessee.

## Étymologie
Cette espèce est nommée en l'honneur du chef cherokee Junaluska.

## Publication originale
- Sever, Dundee & Sullivan, 1976 : A new Eurycea (Amphibia: Plethodontidae) from southwestern North Carolina. Herpetologica, vol. 32, no 1, p. 26-29.